# Деревенский капитан
Деревенский капитан (англ. Country Captain) — блюдо из курицы типа карри, подаваемое с рисом, популярное на юге США. Имеет индийское происхождение и было завезено в Соединенные Штаты через Чарльстон, Саванну, Нью-Йорк и Филадельфию.

## Описание
В своём традиционном виде деревенский капитан представляет собой стью, приготовленное из обжаренных кусочков курицы, лука и порошка карри. Обычно добавляют миндаль и золотой изюм или чёрный изюм. Многие версии также требуют наличия помидоров, чеснока и болгарского перца. Блюдо подается с белым рисом. За исключением риса, все они должны быть приготовлены в одной кастрюле. Деревенский капитан был признан кулинарными историками, как одно из первых блюд категории «фьюжн», и обычно относится ими к англо-индийской кухне.

## История
Деревенский капитан возник в Индии как рецепт из домашней птицы или дичи с луком и порошком карри, который, вероятно, готовили для британских офицеров.
Одна из теорий состоит в том, что британский морской капитан начала XIX века, возможно, из Ост-Индской компании, работавший в сфере торговли пряностями, привёз его на американский юг через порт Саванны. Блюдо остается популярным среди жителей индийского Мумбаи.
Часть названия блюда «деревенский» восходит к тому времени, когда этот термин относился к вещам индийского происхождения, а не к британцам, поэтому термин «деревенский капитан» означал бы капитана индийского происхождения, торговавшего вдоль побережья Индии.
Другие источники утверждают, что слово «капитан» в названии является просто искажением слова «capon» (рус. каплун).
В 1991 году колумнист The New York Times Молли О'Нил исследовала происхождение блюда, известного как деревенский капитан, которое стало обычным в южных кулинарных книгах с 1950-х годов. Работая с Сесили Браунстоун, они обнаружили, что блюдо первоначально было опубликовано в Соединенных Штатах на страницах «Новой кулинарной книги мисс Лесли» (Miss Leslie’s New Cookery Book), изданной в Филадельфии в 1857 году. Рецепт требовал «прекрасной взрослой птицы». Он также появился в XIX веке на кухне Алессандро Филиппини, шеф-повара ресторана на Уолл-Стрит.
Среди поклонников блюда был Франклин Д. Рузвельт, который попробовал деревенский капитан во время посещения Маленького Белого дома в Уорм-Спрингс, штат Джорджия. Рузвельт представил его Джорджу С. Паттону, и любовь Паттона к этому блюду впоследствии привела к тому, что в 2000 году оно было добавлено в его честь к полевым пайкам Meal, Ready-to-Eat армии США.